# Línia prohibida
En física i química, una línia prohibida o mecanisme prohibit és una línia espectral emesa per àtoms sotmesos a transicions d'energia no permeses normalment per les regles de selecció de la mecànica quàntica.
En química, prohibit vol dir absolutament impossible degut a les lleis naturals, però amb l'assumpció d'un ideal de simetria.
En física, vol dir que el procés no pot continuar via la ruta més eficient (dipol elèctric). Encara que les transicions són nominalment prohibides, no hi ha una probabilitat zero de la seva occurrència espontània si un àtom o molècula s'eleva a un estat excitat. Més precisament, hi ha una certa probabilitat que un àtom excitat faci una transició prohibida a un estat d'energia més baix per unitat de temps; per definició aquesta probabilitat és molt menor que la de qualsevol transició permesa per les regles de selecció. Per tant, si un estat pot desexcitar via una transició permesa (o via col·lisions per exemple) pràcticament segur farà això en comptes que escollit una ruta prohibida. No obstant això, les transicions prohibides són tan sols relativament improbables; els estats que només poden degenerar d'aquesta manera (anomenada també estat metaestable) normalment tenen una vida de l'ordre de mil·lisegons, comparat amb menys d'un microsegon per a la degeneració via transicions permeses.
Les emissions de línies prohibides només s'han observat en gasos d'extremadament baixa densitat i en plasmes, o de l'espai exterior o en l'extrema atmosfera superior de la Terra. Inclús el més potent laboratori de buit de la Terra és encara massa dens per les línies d'emissió prohibides abans que els àtoms es desexciten per col·lisions. No obstant això, a l'espai, les densitat poden ser de només uns quants àtoms per centímetre cúbic, fent poc probables les col·lisions atòmiques. Sota aquestes condicions, una vegada un àtom o una molècula ha estat excitada per qualsevol motiu a un estat metaestable, llavors és quasi segur que degenerarà emetent fotos de línies prohibides. Com els estats metaestables són força comuns, les transicions prohibides són un percentatge significatiu dels fotons emesos pel gas d'ultra baixa densitat de l'espai.
Les transicions de línies prohibides s'escriuen posant parèntesis quadrats al voltant de l'espècie atòmica o molecular en qüestió, per exemple [O III] o [S II]. Les línies prohibides de nitrogen ([N II] a 654.8 i 658.4 nm), sofre ([S II] a 671.6 i 673.1 nm), i oxigen ([O II] a 372.7 nm, i [O III] a 495.9 i 500.7 nm) s'observen comunament en plasma astrofísic. Aquestes línies són extremadament importants en l'equilibri energètic de nebuloses planetàries i regions H II. També la línia d'hidrogen de 21 cm és de cabdal importància en radioastronomia, ja que permet veure gas d'hidrogen neutre molt fred.